# Chiesa d'Irlanda
La Chiesa d'Irlanda ((EN)  Church of Ireland, (GA)  Eaglais na hÉireann) è la provincia autonoma della Comunione anglicana che opera in Irlanda (sia nell'Irlanda del Nord sia nella Repubblica d'Irlanda).

## Storia
Nacque nel XVI secolo a seguito della rottura della chiesa inglese con il papato, andando a costituire la costola irlandese della neonata Chiesa Anglicana. Benché nell'isola la maggioranza della popolazione fosse rimasta fedele alla Chiesa Cattolica Romana, la Chiesa d'Irlanda fu religione di Stato fino al 1871, quando questa prerogativa fu cancellata dal governo liberale di William Gladstone. Per questo motivo la Chiesa riformata ha ereditato la maggior parte degli edifici e oggetti sacri medievali della storia d'Irlanda, come ad esempio le due antiche cattedrali di Dublino, ovvero la Cattedrale di Cristo e la Cattedrale di San Patrizio. Oggi la Chiesa d'Irlanda è, dopo la cattolica, la seconda maggiore tradizione religiosa dell'isola (la terza in Irlanda del Nord dopo presbiterianesimo e cattolicesimo).

## Diocesi

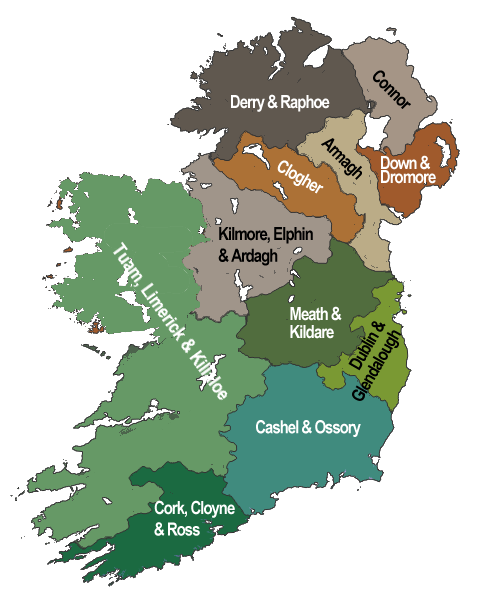
Mappa delle 11 diocesi anglicane della Chiesa d'Irlanda

La chiesa anglicana d'Irlanda si suddivide oggi in due province ecclesiastiche e in undici diocesi. 
Fino all'Ottocento c'erano più di trenta diocesi divise in quattro province ecclesiastiche.
Il Parlamento britannico, con l'Atto temporale della Chiesa irlandese, nel 1833 dispose la riduzione delle diocesi irlandesi da 22 a 12. 
Le ultime diocesi ad essere fuse sono state nel 2022 le diocesi di Tuam (Provincia di Armagh) e di Limerick (Provincia di Dublino), col pensionamento dei rispettivi vescovi, ad opera del Sinodo generale della Chiesa d'Irlanda del 2019. La nuova diocesi è stata assegnata alla Provincia di Dublino.
Dal 2013 la diocesi di Meath e Kildare ha un vescovo donna, Pat Storey, la prima della Chiesa d'Irlanda. È la diocesi irlandese che ha storicamente il più basso tasso di fedeli partecipanti alle funzioni religiose, insieme a quella di Tuam, Limerick e Killaloe.

### Provincia ecclesiastica di Armagh
- Arcidiocesi di Armagh
- Diocesi di Clogher
- Diocesi di Derry e Raphoe
- Diocesi di Down e Dromore
- Diocesi di Connor
- Diocesi di Kilmore, Elphin e Ardagh

### Provincia ecclesiastica di Dublino
- Arcidiocesi di Dublino e Glendalough
- Diocesi di Meath e Kildare
- Diocesi unite di Cashel, Waterford e Lismore, con Ossory, Ferns e Leighlin
- Diocesi di Cork, Cloyne e Ross
- Diocesi di Tuam, Limerick e Killaloe